# Pere Gual i Villalbí
Pere Gual i Villalbí (Tarragona, 20 de setembre de 1885 - Barcelona, 12 de gener de 1968) fou un economista català.

## Biografia
Estudià a l'Escola Superior de Comerç de Barcelona i a Leeds (Anglaterra), i fou catedràtic de política econòmica i legislació duanera a la Universitat de Barcelona el 1915 i milità a la Lliga Regionalista. Fins al 1924 col·laborà amb l'Escola d'Alts Estudis Comercials de la Mancomunitat de Catalunya.
Durant la Dictadura de Miguel Primo de Rivera succeí Guillem Graell com a secretari del Foment del Treball Nacional i el 1927 fou membre de l'Assemblea primoriverista com a representant d'Activitats de la Vida Nacional. Després de la guerra civil espanyola fou ministre sense cartera en els VIII i IX governs de Franco, entre 1957-1965, i president del Consejo de Economía Nacional, des d'on fou un dels promotors del Pla d'Estabilització de 1957-1959 i procurador en Corts.
Va ser president de l'Ateneu Barcelonès de 1952 a 1961, com a resultat d'una ordre ministerial que canviava la dependència de l'Ateneu i l'assimilava a l'Ateneo de Madrid. Es tractava d'una junta que venia a substituir la dirigida pel falangista Luys Santa Marina. A diferència d'aquesta darrera amb més contingut ideològic, la de Pere Gual estava formada per estudiosos i professionals reconeguts entre els que es comptaven personatges com Ramon de Capmany i de Montaner, Joan Ainaud de Lasarte, Alfredo San Miguel o Josep Maria de Sagarra.
També fou membre de la Reial Acadèmia de Ciències Morals i Polítiques i entre altres condecoracions, ha rebut la Gran Creu d'Alfons X El Savi, la Gran Creu del Crist de Portugal; la Gran Creu del Regne de Tailàndia, la Medalla d'Or de la Província de Barcelona, la Medalla d'Or de la ciutat de Barcelona i la Gran Creu de Carles III.
Pere Gual morí a Barcelona la matinada del 12 de gener de 1968.

## Obres
- La educación comercial de nuestro pueblo (1917)
- Tratado de derecho mercantil internacional (1940)
- Curso de política económica contemporánea (1941-1961)
- Teoría y técnica de la política aduanera y de los tratados de comercio (1943)
- Memorias de un industrial de nuestro tiempo (1922)